# Palm Springs (Californie)
Ne pas confondre avec Palm Springs en Floride
Palm Springs est une municipalité américaine située en Californie dans le comté de Riverside. En 2010 sa population s'élevait à 44 552 habitants. La ville est une station touristique appréciée, en particulier par la communauté LGBT. Elle est réputée pour ses clubs de tennis et ses parcours de golf, d'équitation et de cyclisme et pour ses itinéraires de randonnée pédestre dans les régions désertiques et montagneuses qui l'environnent.

## Géographie

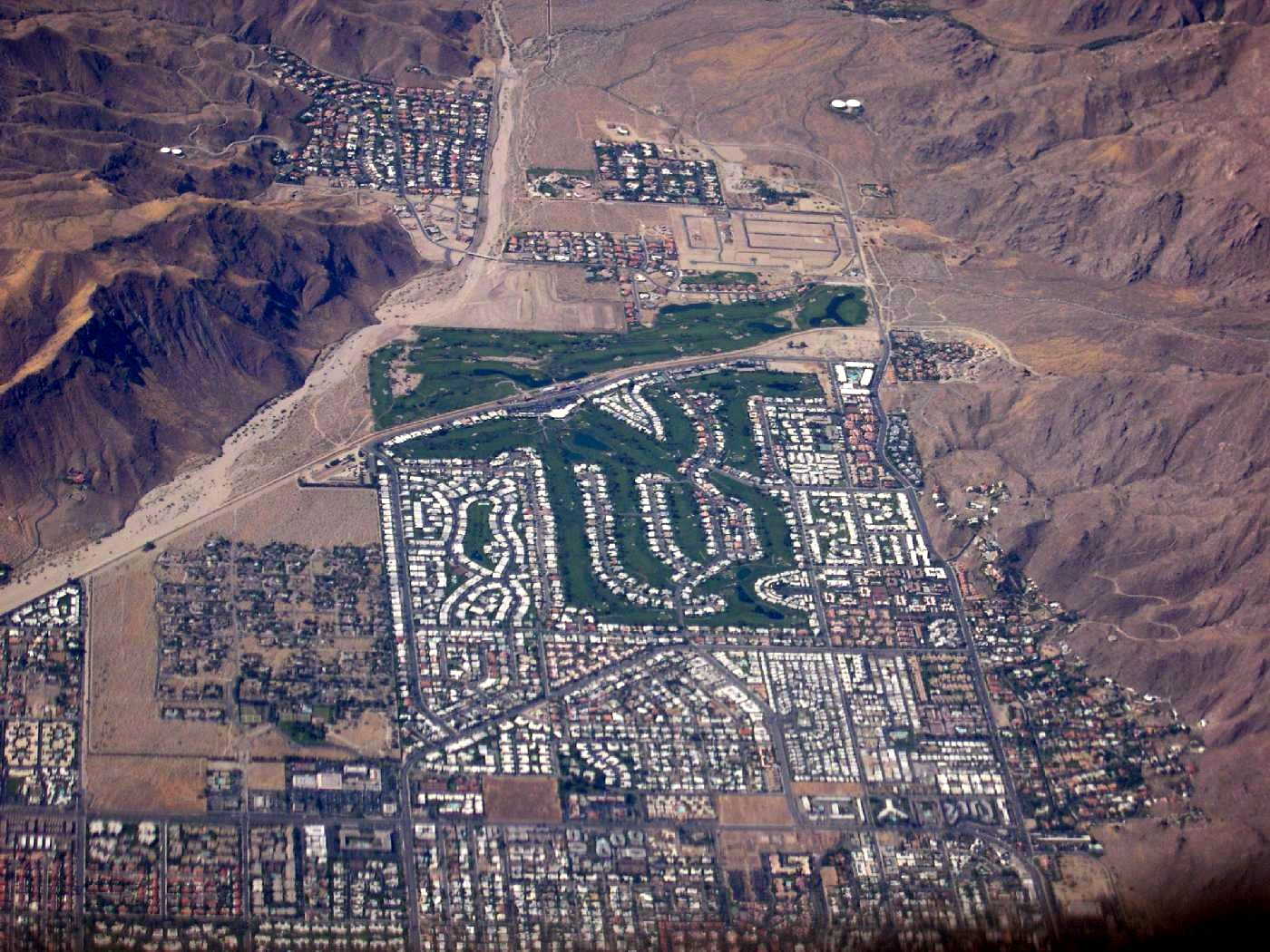
Vue aérienne du Canyon Country Club au sud-ouest de la ville.

Palm Springs se trouve à 60 km à l'est de San Bernardino, à 179 km à l'est de Los Angeles, à 219 km à l'est de San Diego et à 433 km à l'ouest de Phoenix en Arizona. Le territoire de la municipalité couvre une superficie de 246,3 km2. Le climat de Palm Springs est de type BWh selon la classification de Köppen c'est-à-dire désertique chaud sec et ensoleillé (presque 300 jours de soleil par an) avec moins de 150 millimètres de précipitations annuelles) faisant de cette petite ville un lieu de villégiature très apprécié des stars hollywoodiennes et les riches retraités californiens. Cependant, les étés sont caniculaires avec des moyennes de températures maximales d'environ 42 °C. Le record absolu de chaleur est de 52 °C.

## Histoire
L’origine du terme « palm » dans le toponyme de la ville pourrait s’expliquer du fait que les explorateurs espagnols appelaient l’endroit La Palma de la Mano de Dios ou La paume de la main de Dieu. La mention connue la plus ancienne du toponyme « Palm Springs » est celle du Corps américain des ingénieurs topographes (en) qui utilise le terme sur des cartes en 1853. Le mot « palm », lorsqu’il est employé dans des toponymes en Californie se référerait plutôt au palmier à jupon ou palmier de Californie (Washingtonia filifera), qui abonde dans la région de Palm Springs. D’autres noms comme « Palmetto Spring » et « Big Palm Springs » sont également employés. Ainsi, le lieu est montré comme Big Palm Springs sur une carte de von Leicht-Craven en 1874.

### Cahuillas
Les recherches archéologiques montrent que les Cahuillas vivent dans la région depuis les 350 à 500 dernières années. Les Cahuillas appellent la région du nom de Se-Khi (eau bouillante). Lorsque le gouvernement américain établit la réserve Agua Caliente (en) en 1896, son territoire se compose de sections alternantes en damier parsemées dans le désert et couvrant au total 640 acres. Les sections du damier non incluses dans la réserve sont octroyées au Southern Pacific Railroad comme incitatif pour implanter un chemin de fer dans le désert.

### Explorateurs mexicains
En 1821, le Mexique devient indépendant de l’Espagne et en mars 1823, la monarchie tombe et la Première république fédérale est instaurée. José María Estudillo (en) et le capitaine José Romero sont envoyés pour trouver la route de Sonora à la Haute-Californie ; au cours de leur expédition, ils consignent la présence des « Agua Caliente » à Palm Springs, en Californie,. Lors du traité de Guadalupe Hidalgo, la région est cédée aux États-Unis d’Amérique en 1848.

### Les premiers Anglo-Saxons
Le premier habitant anglo-saxon est Jack Summers, qui y exploite une halte de diligences en 1862. Quatorze ans plus tard, en 1876, le Southern Pacific Railroad est implanté une dizaine de kilomètres plus au nord, marginalisant ainsi la halte. En 1880, l’amérindien Pedro Chino vend des parcelles situées près des sources à William Van Slyke et à Mathew Bryne dans une série de transactions douteuses, lesquels transigent avec W. R. Porter pour commercialiser leur propriété par le biais de la Palm City Land and Water Company. En 1885, alors que John Guthrie McCallum, avocat de San Francisco, plus tard connu comme « juge », commence à acheter des propriétés à Palm Springs, le nom est alors largement usité. Le juge McCallum appelle la région également sous l’expression de « Palm Valley » quand il incorpore la Palm Valley Land and Water Company avec ses associés O.C. Miller, H.C. Campbell, et le médecin James Adams,.

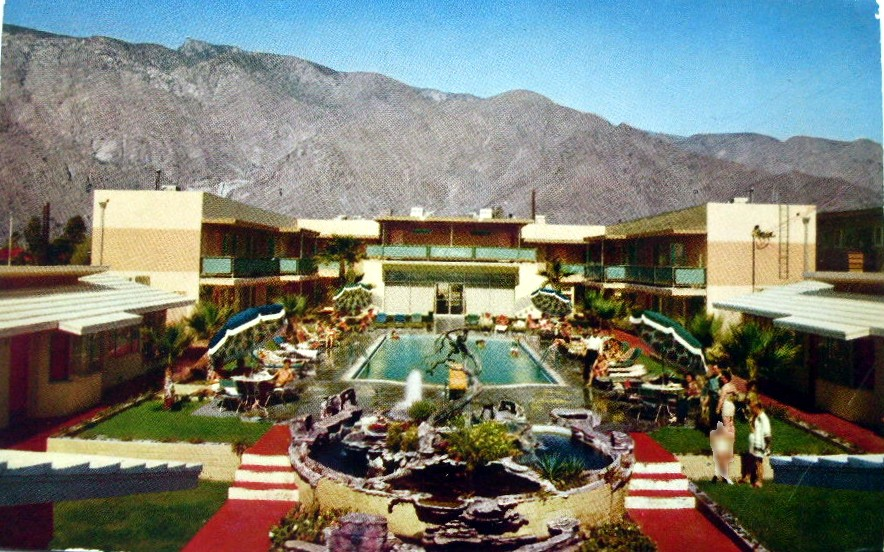
Carte postale des années 1950 montrant un hôtel de l'époque.

McCallum, qui amène son fils malade à qui le climat sec est favorable à sa santé, s’adjoint Oliver Wozencroft, promoteur de l’irrigation, de même que l’ingénieur J.P. Lippincott pour construire le canal reliant la rivière Whitewater (en) aux vergers de sa propriété. Il demande également à Welwood Murray d’établir un hôtel de l’autre côté de la rue, ce qu’il fait en 1886. En 1893, les cultures et systèmes d’irrigation sont dévastés par une inondation provoquée par une pluie record, suivie d'une sécheresse de onze ans (1894–1905) qui causa davantage encore de dommages.

### Développement de la station touristique
La ville devient un lieu de villégiature à la mode dans les années 1900, alors que les touristes recherchent un climat chaud et sec pour améliorer leur santé. En 1906, le chroniqueur de voyages et naturaliste George Wharton James décrit Palm Springs comme ayant de « grands charmes et attraits ».

## Démographie
| Groupe            | Palm Springs | Californie | États-Unis |
| ----------------- | ------------ | ---------- | ---------- |
| Blancs            | 75,7         | 57,6       | 72,4       |
| Autres            | 11,4         | 17,4       | 6,4        |
| Asiatiques        | 4,4          | 13,1       | 4,8        |
| Afro-Américains   | 4,4          | 6,2        | 12,6       |
| Métis             | 3,1          | 4,9        | 2,9        |
| Amérindiens       | 1,0          | 1,0        | 0,9        |
| Total             | 100          | 100        | 100        |
|                   |              |            |            |
| Latino-Américains | 25,3         | 37,6       | 16,7       |

En 2010, plus de la moitié de la population asio-américaine de Palm Springs est composée de Philippino-Américains, qui représentent 2,8 % de la population totale de la ville. Quant à la population latino et hispaniques, elle est composée aux quatre cinquièmes de Mexicano-Américains, qui représentent 20,5 % de la population totale de la ville.
En 2006, les personnes LGBT représentent 30 % de la population de la ville. Le conseil municipal compte plusieurs personnalités ouvertement gays, comme les deux maires successifs (Steve Pougnet (en) et Ron Oden (en)).
La tribu amérindienne Agua Caliente des Cahuillas se compose de plusieurs petits groupes qui vivent dans la vallée de la Coachella et dans le Passage de San Gorgonio (en). La réserve de Agua Caliente couvre une superficie de 13 000 ha, dont 2 700 ha sont inclus dans les limites de la ville de Palm Springs, faisant de la tribu Agua Caliente la plus grande propriétaire foncière de Palm Springs. La population de la tribu est estimée à 410 personnes.
Selon l'American Community Survey, pour la période 2011-2015, 71,52 % de la population âgée de plus de 5 ans déclare parler anglais à la maison, alors que 19,94 % déclare parler l'espagnol, 2,17 % le tagalog, 1,01 % l'allemand, 1,01 % le français et 4,36 % une autre langue.
| 1940  | 1950  | 1960   | 1970   | 1980   | 1990   |
| ----- | ----- | ------ | ------ | ------ | ------ |
| 3 434 | 7 660 | 13 468 | 20 936 | 32 359 | 40 181 |

| 2000   | 2010   | - | - | - | - |
| ------ | ------ | - | - | - | - |
| 42 807 | 44 552 | - | - | - | - |

## Économie
La ville est réputée pour ses parcours de golf. Un tournoi de golf féminin, le ANA Inspiration, y a lieu.

## Culture
Palm Springs a été photographiée par le photographe Robert Doisneau en novembre 1960 dans le cadre d’un reportage pour le magazine Fortune sur la construction de parcours de golf. Les 300 diapositives que le photographe soumet au magazine illustrent le style de vie des riches retraités et des vedettes d'Hollywood dans les années 1960.
La ville accueille chaque année un festival lesbien (le Dinah Shore Weekend), fréquenté par environ 10 000 femmes.
Plusieurs films ont eu pour cadre la ville dont : Palm Springs d'Aubrey Scotto sorti en 1936, Broute-minou à Palm Springs, téléfilm d'Anna Margarita Albelo sorti en 2006,  The Dinah Girls, téléfilm d'Athena Maroulis sorti en 2011, Christmas in Palm Springs de Fred Olen Ray sorti en 2014 et Palm Springs de Max Barbakow sorti en 2020.
Palm Springs est présente dans le roman Les Éclats de Bret Easton Ellis, avec des scènes de paranoïa.

## Transport
- Routes :
  -  : Interstate 10
  -  : California State Route 111
  -  : California State Route 74
  -  : California State Route 62

- Trains :
  - Le « Bradshaw Trail », la ligne est gérée par la compagnie Southern Pacific Transportation Company, la ligne passe à San Bernardino au Comté de La Paz.

- Aéroport :
  - aéroport international de Palm Springs (IATA = PSP).